# 爱的艺术
爱的艺术（拉丁语：Ars amatoria）是古罗马诗人奥维德的作品，作于公元2年。全书分为3卷。内容关于男女交往的技术和技巧，指导男女如何处理爱情问题。

## 内容
《爱的艺术》第一卷教授男人如何获得爱情，第二卷说明如何保持爱情，第三卷写于第一卷出版2年后，内容则是面向女人，给她们如何赢得和保持男人的爱情方面的建议。例如“做好打扮，但是私密”，“当心虚心假意者”，“尝试年青和成熟的情人”。
《爱的艺术》是奥维德讲述“情爱”的作品，曾经被文艺批评家誉为“散发出一股炽热的肉欲享受和感官刺激”，其中包括如何追求女人、如何征服女人，女人注意打扮和形象，学习音乐、诗赋、舞蹈、游戏（类似今天大中华区的“文艺范”），“床笫之欢”（类似中国古代的房中术）等。

## 译本
《爱的艺术》，因曾是禁书，流传下来的古抄本很少。现存仅牛津、巴黎、维也纳，各一部。牛津本只有一卷，巴黎本三卷俱全，还附有《爱药》全篇。欧洲几个主要国家的近代译本，都译自巴黎本。有些译本将淫秽的诗篇仅保存拉丁原文而不予译出，这样，只有能读拉丁文的学者才能读懂，大大地限制了读者群。而中文译本有戴望舒译自法文删净本的版本等。该著作简体中文版颇多，名字也各异，戴望舒译的名字是《罗马爱经》。

## 影响
十一世纪中叶，《爱的艺术》曾作为学校拉丁语课程，并持续到12至13世纪。然而，此书出版后，就立即遭到查禁，成为了道德恐慌的牺牲品。1494年，意大利的佛罗伦萨烧毁了所有奥维德的著作；1930年，一本英译本被美国海关拦截。即便反对行动持续存在，直到今天，此书仍然是世界高中和大学拉丁文学课程的话题。

## 相关著作
《爱的艺术》和古印度《欲经》、古中国《素女经》、《合阴阳方》等都是各地域知名的性学名著。